# José Benedito Neves
José Benedito Neves (Mariana, 20 de outubro de 1921 - ?) foi um professor e político de Minas Gerais.
Foi professor de matemática no Colégio Arquiocesano, tendo ocupado também a secretaria da saúde no governo de Genival Alves Ramalho (ARENA).
Foi casado com Dora Neves, com quem teve dois filhos: Elisabeth Camilo José Henrique Neves, e José Henrique Neves.

## Política

### Pleito
Em 1963 havia apenas um candidato à prefeitura de Ouro Preto, Antônio dos Santos, apoiado por Benedito Gonçalves Xavier (PTB), prefeito à época. Os políticos da UDN, PSD e PR decidiram se unir e convidar José Benedito Neves, marianense, para disputar o pleito. Este inicialmente negou terminantemente, pois não tinha o tino e nem gostava de político. Lhe convenceram que ele apenas concorreria, mas não ganharia, ele aceitou. Mas não imaginaria que sairia vencedor naquele pleito.

### Mandato
Prefeito de Ouro Preto de 1962 a 1966. Deixou um grande legado para a educação ouro-pretana. Atuou na Escola Técnica (atual IFMG), ajudou a criar a Escola Dom Velloso e realizou a construção da Escola Municipal Monsenhor Castilho Barbosa, na Barra. Também atuou na reforma da Escola Municipal Major Raimundo Felicíssimo. Também foi o responsável pela vinda da CEMIG para Ouro Preto.
Seu governo também coincidiu com o Golpe Militar de 1964. Ele, na posição de prefeito, teria facilitado, e muitas vezes ajudado, na prisão de sujeitos contrários ao regime militar: vereadores do PTB, que foram cassados em massa da Câmara Municipal de Ouro Preto, estudantes, professores e trabalhadores.